# Warren Luening
Warren H. Luening Jr. (* 9. Oktober 1941 in New Orleans, Louisiana; † 18. März 2012) war ein US-amerikanischer Jazz- und Studiomusiker (Trompete, Flügelhorn).

## Leben und Wirken
Luening wuchs in New Orleans auf, wo er mit der Jazzmusik-Tradition der Stadt groß wurde und früh in einer Jugendband spielte. Mit Roy Wiegand und Charlie May trat er in The Colgate Comedy Hour des Senders CBS auf. Er spielte dann in Tony Almerico's All-Stars, einer New Orleans Jazzband, bevor er zum Orchester von Lawrence Welk (1958–60) wechselte. 1963 nahm er unter eigenem Namen für Dot Records das Album Boy Meets Horn auf; Ende der 1960er Jahre spielte er im Ronnie-Dupont-Quartett im The Bistro Nightclub in New Orleans.
Ab den 1970er Jahren arbeitete er in Los Angeles, wo er in den Big Bands von Bob Florence und Frank Capp/Nat Pierce spielte. Hauptberuflich war er seitdem als Solist in den Hollywood-Studios tätig und wirkte bei Aufnahmen für Filmmusiken mit wie New York, New York (1977), Menschen am Fluß (1984), Bopha! (1993), The Glass Shield (1995), That Thing You Do! (1996), Der Regenmacher (1997), The Rat Pack (1998), Zurück zu Dir (2000), King Kong (2005) und zuletzt 2008 in WALL·E – Der Letzte räumt die Erde auf. Als Studiomusiker ist er ab 1970 auch bei Aufnahmen von Frank Sinatra, Boots Randolph, The Singers Unlimited, Lalo Schifrin, Dr. John, Burt Bacharach, Neil Diamond, Jaco Pastorius (Word of Mouth, 1980), Lionel Richie, Weird Al Yankovic, Linda Ronstadt/Nelson Riddle, Diane Schuur, Mel Tormé, Yasuko Agawa, Natalie Cole, Manhattan Transfer, Harry Connick, Jr., Rosemary Clooney und der Quincy Jones/Sammy-Nestico-Bigband zu hören. 2006 war er Mitglied im  Gary Urwin Jazz Orchestra mit Bill Watrous und Pete Christlieb (Kindred Spirits).